# Hospitalsgården, Lund
Hospitalsgården var en jordegendom inom och utanför stadsvallarna i Lund, vilken var den ekonomiska grunden för Helgeandshuset i Lund.
Efter reformationen i Danmark fick Helgeandshuset överta ett antal hemman i Lilla Råby, vilka sköttes från Hospitalsgården, som låg omedelbart norr om Helgeandshusets norra kyrkogården, som i sin tur låg omedelbart norr om Helgeandshuset vid Stora Södergatan. Omkring två tredjedelar av jorden i Lilla Råby innehades av Hospitalsgården och Sankt Peters kloster.
Fonden för Helgeandshuset och dess egendomar förvaltades sedan 1773 av två serafimerriddare, och 1778 beslutade de att Helgeandshust i Lund skulle läggas ned till förmån för Malmö hospital, vilket också skulle överta intäkterna från jordegendomarna. 
År 1813 ställdes gården till universitetets disposition för att lasarettets kliniska institutioner skulle få inkomster, och för att skapa en mönstergård. Från 1823 gick avkastningen till universitetsbiblioteket, men 1854 drogs gården åter in till hospitalsfonden.
Hospitalsgården tillhörde – liksom Lilla Råby i övrigt – Lunds landsförsamling, trots att en del låg innanför stadens vallar. 
Gården arrenderades ut och fabrikören Jöns Petter Borg på Borgs färgerier blev arrendator under 1800-talets första hälft. Han överlät 1846 arrendet på sin son Carl Otto Borg. Under större delen av resten av 1800-talet innehades därefter arrendet i huvudsak antingen av familjen Borg direkt eller av de arrendatorer som brukade Borgs egen gård Råbyholm, som låg i direkt anslutning till Hospitalsgårdens marker. Från arrendet avskildes 1874/1875 den del som låg väster om Malmövägen och området uppläts istället till ett nytt hospital, senare kallat S:t Lars sjukhus. Snett över markerna drogs 1875 Lund–Trelleborgs Järnväg, och den trekant, den så kallade Smedjebacken, som bildades mellan järnvägen och landsvägen styckades 1924 ut till villatomter.
Arrendet av Hospitalsgården och Råbyholm övertogs 1889 av den danske lantbrukaren Hannibal Petersen. Inför förnyande av arrendekontraktet på Hospitalsgården ålades Petersen 1904 att flytta ut gården till på markerna i Lilla Råby.
Senare förvaltades gården av Domänstyrelsen, som 1949 sålde den till Lunds kommun. Staden lät under senare delen av 1950-talet stycka av mark för bostadsbebyggelse, bland annat Järnåkra, och som industritomter för Tetra Pak.
Gårdsbyggnaderna och den närmaste marken arrenderades 1951 ut till Lantbruksstyrelsens nybildade forskningsstation för lantmannabyggnader. Byggnaderna med tomt skänktes 1953 av kommunen till staten. Forskningsanstalten namnändrades 1963 till Statens Lantbruksbyggnadsförsök och benämns numera Sveriges lantbruksuniversitet, Institutionen för lantbrukets byggnadsteknik.